# NBA Gamescore
Le Game Score (abrégée en « GmSc ») est une statistique de la National Basketball Association (NBA) développée au début des années 1980 qui a comme but de donner une « valeur totale » à une performance d'un joueur dans un match de basket grâce à son tableau total.
Là où la plupart des joueurs sont jugés uniquement sur leur capacité à marquer, le Game Score inclut toutes les contributions répertoriées sur le tableau d'un joueur. Il prend en compte points, rebonds (défensif ou offensif), passes décisives, interceptions, contres, paniers marqués et tentés, lancers francs marqués et tentés ainsi que les mauvaises statistiques comme les turnovers et fautes personnelles.
Le Game Score est destiné à être utilisé dans un seul match. Un score de 40 est considéré comme performance excellente, et 10 une performance moyenne.

## Calcul du Game Score
La formule pour calculer un Game Score est assez complexe : 
Points marqués + (0,4 x Paniers marqués) – (0,7 x Paniers tentés) – (0,4 x (Lancers francs tentés – Lancers francs marqués)) + (0,7 x Rebonds offensifs) + (0,3 x Rebonds défensifs) + Interceptions + (0,7 x Passes décisives) + (0,7 x Contres) – (0,4 x Fautes personnelles) – Turnovers

## Classement des meilleurs performance selon le Game Score
Le Game Score ayant été créé vers les années 1980, certains joueurs en activité avant cette période ne sont jamais passé par cette statistique pour calculer leurs performances comme Jerry West, Elgin Baylor ou Wilt Chamberlain (de plus en ayant pas encore pris en compte les interceptions, contres et autres statistiques). Le Game Score ne peut donc être applicable que depuis la saison 1978
| ^ | Joueur en activité en NBA                                       |
| * | Joueur intronisé au Basketball Hall of Fame                     |
| ° | Joueur ne répondant pas aux critères du Basketball Hall of Fame |

### Saison Régulière (50+ points)
Aujourd'hui, 35 performances ont atteint les 50 points (considéré comme une performance légendaire) depuis 1980. Huit joueurs y figurent plus d'une fois : Michael Jordan (4 fois), Joel Embiid, James Harden, Luka Dončić, Giánnis Antetokoúnmpo et Damian Lillard (3 fois), Kobe Bryant et Anthony Davis (2 fois).
| Rang | Nom                       | Date             | GmSc. | Statistiques | Statistiques | Statistiques | Statistiques | Statistiques | Statistiques | Statistiques | Statistiques | Statistiques |
| Rang | Nom                       | Date             | GmSc. | Pts.         | Reb.         | Pass.        | Int.         | Ctr.         | Tir.         | LF.          | TO.          | PF.          |
| ---- | ------------------------- | ---------------- | ----- | ------------ | ------------ | ------------ | ------------ | ------------ | ------------ | ------------ | ------------ | ------------ |
| 1    | Michael Jordan (1)        | 28 mars 1990     | 64.6  | 69           | 18           | 6            | 4            | 1            | 23 / 37      | 21 / 23      | 2            | 5            |
| 2    | Luka Dončić (1)           | 26 janvier 2024  | 64.0  | 73           | 10           | 7            | 1            | 0            | 25 / 33      | 15 / 16      | 4            | 1            |
| 3    | Kobe Bryant (1)           | 22 janvier 2006  | 63.5  | 81           | 6            | 2            | 3            | 1            | 28 / 46      | 18 / 20      | 3            | 1            |
| 4    | Joel Embiid (1)           | 23 janvier 2024  | 62.5  | 70           | 18           | 5            | 1            | 1            | 24 / 41      | 21 / 23      | 1            | 2            |
| 5    | Donovan Mitchell          | 2 janvier 2023   | 60.8  | 71           | 8            | 11           | 0            | 1            | 22 / 34      | 20 / 25      | 4            | 3            |
| 6    | Karl Malone               | 27 janvier 1990  | 60.2  | 61           | 18           | 2            | 3            | 0            | 21 / 26      | 19 / 23      | 2            | 2            |
| 7    | Damian Lillard (1)        | 27 février 2023  | 57.6  | 71           | 6            | 6            | 0            | 0            | 22 / 38      | 14 / 14      | 2            | 0            |
| 8    | Giánnis Antetokoúnmpo (1) | 14 décembre 2023 | 57.0  | 64           | 14           | 3            | 4            | 1            | 20 / 28      | 24 / 32      | 4            | 1            |
| 9    | James Harden (1)          | 30 janvier 2018  | 56.6  | 60           | 10           | 11           | 4            | 1            | 19 / 30      | 17 / 18      | 5            | 2            |
| 10   | Luka Dončić (2)           | 27 décembre 2022 | 56.3  | 60           | 21           | 10           | 2            | 1            | 21 / 31      | 16 / 22      | 4            | 5            |
| 11   | Michael Jordan (2)        | 3 avril 1988     | 54.7  | 59           | 4            | 6            | 2            | 2            | 21 / 27      | 17 / 19      | 1            | 4            |
| 12   | Devin Booker              | 24 mars 2017     | 54.5  | 70           | 8            | 6            | 3            | 1            | 21 / 40      | 24 / 26      | 5            | 3            |
| 13   | Joel Embiid (2)           | 14 novembre 2022 | 54.4  | 59           | 11           | 8            | 1            | 7            | 19 / 28      | 20 / 24      | 5            | 3            |
| 14   | Kevin McHale              | 3 mars 1985      | 54.3  | 56           | 16           | 4            | 1            | 3            | 22 / 28      | 20 / 24      | 4            | 3            |
| 15   | Giánnis Antetokoúnmpo (2) | 3 mars 1985      | 54.2  | 59           | 14           | 7            | 2            | 3            | 21 / 34      | 16 / 17      | 3            | 1            |
| 16   | Damian Lillard (2)        | 25 janvier 2023  | 54.0  | 60           | 7            | 8            | 3            | 0            | 21 / 29      | 9 / 10       | 4            | 1            |
| 17   | Anthony Davis (1)         | 21 février 2016  | 53.9  | 59           | 20           | 4            | 0            | 1            | 24 / 34      | 9 / 10       | 2            | 1            |
| 18   | Kyrie Irving              | 15 mars 2022     | 53.8  | 60           | 6            | 4            | 4            | 1            | 20 / 31      | 12 / 13      | 1            | 3            |
| 19   | LeBron James              | 3 novembre 2017  | 53.2  | 57           | 11           | 7            | 3            | 2            | 23 / 34      | 9 / 9        | 3            | 2            |
| 20   | Nikola Jokić              | 1er avril 2025   | 52.7  | 61           | 10           | 10           | 2            | 0            | 18 / 29      | 19 / 24      | 4            | 5            |
| 21   | Luka Dončić (3)           | 25 décembre 2023 | 52.5  | 50           | 6            | 15           | 4            | 3            | 15 / 25      | 12 / 12      | 4            | 2            |
| 22   | James Harden (2)          | 30 novembre 2019 | 52.4  | 60           | 3            | 8            | 3            | 1            | 16 / 24      | 20 / 23      | 5            | 3            |
| 23   | James Harden (3)          | 28 février 2019  | 52.2  | 58           | 7            | 10           | 4            | 1            | 16 / 32      | 18 / 18      | 4            | 1            |
| 24   | David Robinson            | 24 avril 1994    | 51.8  | 71           | 14           | 5            | 0            | 2            | 26 / 41      | 18 / 25      | 8            | 2            |
| 25   | Trae Young                | 3 janvier 2022   | 51.6  | 56           | 4            | 14           | 0            | 0            | 17 / 26      | 15 / 15      | 4            | 1            |
| 26   | Dominique Wilkins         | 10 décembre 1986 | 51.6  | 57           | 9            | 4            | 2            | 1            | 19 / 28      | 19 / 21      | 2            | 1            |
| 27   | Jimmy Butler              | 2 janvier 2017   | 51.5  | 52           | 12           | 6            | 3            | 1            | 15 / 24      | 21 / 22      | 2            | 0            |
| 28   | Jalen Brunson             | 15 décembre 2023 | 51.4  | 50           | 6            | 9            | 5            | 0            | 17 / 23      | 7 / 9        | 2            | 0            |
| 29   | Michael Jordan (3)        | 3 novembre 1989  | 51.2  | 54           | 14           | 6            | 3            | 1            | 19 / 31      | 15 / 17      | 0            | 3            |
| 29   | Michael Jordan (4)        | 26 février 1987  | 51.2  | 58           | 8            | 3            | 3            | 2            | 16 / 25      | 26 / 27      | 3            | 4            |
| 31   | Kobe Bryant (2)           | 16 mars 2007     | 50.9  | 65           | 7            | 3            | 3            | 0            | 23 / 39      | 11 / 12      | 2            | 3            |
| 32   | Joel Embiid (3)           | 19 février 2021  | 50.8  | 50           | 17           | 5            | 2            | 4            | 17 / 26      | 15 / 17      | 2            | 2            |
| 33   | Carmelo Anthony           | 24 janvier 2014  | 50.6  | 62           | 13           | 0            | 0            | 0            | 23 / 35      | 10 / 10      | 0            | 1            |
| 34   | Damian Lillard (3)        | 11 août 2020     | 50.5  | 61           | 5            | 8            | 1            | 0            | 17 / 32      | 18 / 18      | 3            | 2            |
| 35   | Giánnis Antetokoúnmpo (3) | 17 mars 2019     | 50.4  | 52           | 16           | 7            | 2            | 1            | 15 / 26      | 19 / 21      | 1            | 1            |
| 35   | Reggie Miller             | 28 novembre 1992 | 50.4  | 57           | 5            | 8            | 1            | 0            | 16 / 29      | 21 / 23      | 0            | 1            |
| 37   | Fred VanVleet             | 2 février 2021   | 50.3  | 54           | 3            | 2            | 3            | 3            | 17 / 23      | 9 / 9        | 1            | 2            |
| 38   | Amar'e Stoudemire         | 5 novembre 2008  | 50.2  | 49           | 11           | 6            | 5            | 2            | 17 / 21      | 15 / 15      | 4            | 3            |
| 39   | Anthony Davis (2)         | 6 février 2018   | 50.1  | 53           | 18           | 3            | 1            | 5            | 16 / 29      | 21 / 26      | 1            | 3            |
| 40   | Tom Chambers              | 24 mars 1990     | 50.0  | 60           | 6            | 4            | 1            | 2            | 22 / 32      | 16 / 18      | 1            | 5            |

### Playoffs
Ci-dessous sont listés les 30 meilleures performances enregistrées par le Game Score en playoffs. Sept joueurs y figurent plus d'une fois : Michael Jordan (4 fois), Charles Barkley, LeBron James et Jimmy Butler (3 fois), Allen Iverson, Kobe Bryant et Devin Booker (2 fois).
| Rang | Nom                 | Date          | GmSc. | Statistiques | Statistiques | Statistiques | Statistiques | Statistiques | Statistiques | Statistiques | Statistiques | Statistiques |
| Rang | Nom                 | Date          | GmSc. | Pts.         | Reb.         | Pass.        | Int.         | Ctr.         | Tir.         | LF.          | TO.          | PF.          |
| ---- | ------------------- | ------------- | ----- | ------------ | ------------ | ------------ | ------------ | ------------ | ------------ | ------------ | ------------ | ------------ |
| 1    | Damian Lillard      | 1er juin 2021 | 55.9  | 55           | 6            | 10           | 1            | 3            | 17 / 24      | 9 / 10       | 1            | 0            |
| 2    | Charles Barkley (1) | 4 mai 1994    | 52.6  | 56           | 14           | 4            | 3            | 1            | 23 / 31      | 7 / 9        | 2            | 2            |
| 3    | Kevin Durant        | 15 juin 2021  | 50.4  | 49           | 17           | 10           | 3            | 2            | 16 / 23      | 13 / 16      | 3            | 3            |
| 4    | Michael Jordan (1)  | 29 avril 1992 | 49.8  | 56           | 5            | 5            | 4            | 2            | 20 / 30      | 16 / 18      | 2            | 3            |
| 5    | Sleepy Floyd *      | 10 mai 1987   | 49.1  | 51           | 3            | 10           | 4            | 0            | 18 / 26      | 13 / 14      | 2            | 2            |
| 6    | Hakeem Olajuwon     | 14 mai 1987   | 48.6  | 49           | 25           | 2            | 2            | 6            | 19 / 33      | 11 / 13      | 2            | 4            |
| 7    | Jimmy Butler (1)    | 24 avril 2023 | 48.2  | 56           | 9            | 2            | 0            | 1            | 19 / 28      | 15 / 18      | 1            | 0            |
| 8    | Michael Jordan (2)  | 20 avril 1986 | 47.2  | 63           | 5            | 6            | 3            | 2            | 22 / 41      | 19 / 21      | 4            | 4            |
| 9    | Charles Barkley (2) | 1er juin 1993 | 47.1  | 43           | 15           | 10           | 2            | 2            | 16 / 22      | 11 / 11      | 3            | 2            |
| 10   | Vince Carter        | 11 mai 2001   | 46.8  | 50           | 6            | 7            | 1            | 4            | 19 / 29      | 3 / 3        | 1            | 3            |
| 11   | Dirk Nowitzki (1)   | 17 mai 2011   | 46.5  | 48           | 6            | 4            | 0            | 4            | 12 / 15      | 24 / 24      | 2            | 3            |
| 12   | Patrick Ewing       | 4 mai 1990    | 46.4  | 44           | 13           | 5            | 7            | 2            | 18 / 24      | 8 / 9        | 3            | 3            |
| 13   | Jayson Tatum        | 15 mai 2023   | 46.0  | 51           | 13           | 5            | 2            | 0            | 17 / 28      | 11 / 14      | 0            | 1            |
| 14   | Jimmy Butler (2)    | 27 mai 2022   | 45.9  | 47           | 9            | 8            | 4            | 1            | 16 / 29      | 11 / 11      | 1            | 1            |
| 15   | Allen Iverson (1)   | 16 mai 2001   | 45.3  | 52           | 2            | 7            | 4            | 0            | 21 / 32      | 2 / 2        | 1            | 3            |
| 16   | Jamal Murray        | 23 août 2020  | 45.2  | 50           | 11           | 7            | 0            | 1            | 18 / 31      | 5 / 5        | 0            | 2            |
| 17   | Donovan Mitchell    | 17 août 2020  | 45.1  | 57           | 9            | 7            | 1            | 0            | 19 / 33      | 13 / 13      | 5            | 2            |
| 18   | Terry Porter        | 19 mai 1992   | 45.1  | 41           | 6            | 7            | 3            | 0            | 12 / 14      | 13 / 14      | 1            | 1            |
| 19   | Charles Barkley (3) | 5 juin 1993   | 45.0  | 44           | 24           | 1            | 1            | 1            | 12 / 20      | 19 / 22      | 1            | 3            |
| 20   | LeBron James (1)    | 20 mai 2009   | 44.7  | 49           | 6            | 8            | 2            | 3            | 20 / 30      | 6 / 10       | 2            | 1            |
| 21   | Allen Iverson (2)   | 20 avril 2003 | 44.6  | 55           | 4            | 8            | 2            | 0            | 21 / 32      | 10 / 11      | 4            | 2            |
| 22   | Devin Booker (1)    | 25 avril 2023 | 44.3  | 47           | 6            | 9            | 3            | 1            | 20 / 25      | 2 / 2        | 3            | 5            |
| 23   | James Harden        | 8 mai 2023    | 43.9  | 42           | 8            | 9            | 4            | 1            | 16 / 23      | 4 / 4        | 1            | 2            |
| 24   | LeBron James (2)    | 9 mai 2009    | 43.8  | 47           | 12           | 8            | 1            | 1            | 15 / 25      | 12 / 16      | 1            | 2            |
| 25   | Kobe Bryant (1)     | 23 avril 2008 | 43.6  | 49           | 4            | 10           | 1            | 1            | 18 / 27      | 8 / 9        | 2            | 4            |
| 26   | Devin Booker (2)    | 29 avril 2024 | 43.5  | 49           | 5            | 6            | 2            | 1            | 13 / 21      | 20 / 21      | 2            | 5            |
| 27   | Kobe Bryant (2)     | 13 mai 2001   | 43.3  | 48           | 16           | 3            | 2            | 1            | 15 / 29      | 17 / 19      | 2            | 2            |
| 27   | Nikola Jokić        | 14 avril 2024 | 43.3  | 40           | 7            | 13           | 2            | 1            | 15 / 22      | 8 / 9        | 0            | 2            |
| 29   | Jimmy Butler (3)    | 17 mai 2022   | 43.2  | 41           | 9            | 5            | 4            | 3            | 12 / 19      | 17 / 18      | 2            | 3            |
| 29   | Joel Embiid         | 26 avril 2024 | 43.2  | 50           | 8            | 4            | 0            | 1            | 13 / 19      | 19 / 21      | 3            | 3            |
| 31   | Devin Booker (3)    | 25 avril 2023 | 42.9  | 47           | 8            | 10           | 2            | 0            | 19 / 27      | 5 / 6        | 3            | 4            |
| 32   | Michael Jordan (3)  | 27 mai 1989   | 42.8  | 46           | 7            | 5            | 5            | 0            | 16 / 26      | 14 / 15      | 2            | 2            |
| 32   | Michael Jordan (4)  | 27 avril 1997 | 42.8  | 55           | 7            | 2            | 2            | 0            | 22 / 35      | 10 / 10      | 2            | 3            |